# L'Année sociologique
L'Année sociologique est une revue semestrielle française de sociologie fondée en 1898 par Émile Durkheim, qui en fut également le directeur. Elle a été publiée annuellement jusqu'en 1925, puis a recommencé sa parution sous le nom d'Annales sociologiques entre 1934 et 1942. Après la Seconde Guerre mondiale, elle a à nouveau été publiée sous son premier nom, L'Année sociologique. Sa publication n'a pas cessé jusqu'aujourd'hui.
Pour Durkheim, la fondation de L'Année sociologique était une façon de diffuser ses recherches ainsi que celles de ses étudiants ou d'autres universitaires suivant son nouveau paradigme sociologique. En conséquence, l'expression sert également à désigner les approches distinctives de ce groupe et du travail qu'il a produit durant les vingt premières années du XXe siècle.
Parmi les participants à L'Année sociologique aux origines, on peut citer entre autres Émile Durkheim, Paul Fauconnet, Célestin Bouglé, Marcel Mauss, Henri Hubert, Robert Hertz, Maurice Halbwachs et François Simiand.

## Comité actuel
- Directeur de la rédaction : Gianluca Manzo
- Présidents d'honneur : Raymond Boudon (jusqu'en 2013), Bernard Valade (2013-...)

## Anciens directeurs
- Marcel Mauss (1940-1950)
- Georges Duveau (1950-1958)
- Jean Carbonnier (1959-1977)
- Raymond Boudon (1978-2002)
- Bernard Valade (2003-2012)
- Pierre Demeulenaere (2013-2022)

## Diffusion
- Presses universitaires de France
- Cairn
- Jstor
- Gallica

## Source
- (en) Cet article est partiellement ou en totalité issu de l’article de Wikipédia en anglais intitulé « L'Année Sociologique » (voir la liste des auteurs).

## Voir également